# Varner Township
Varner Township est un ancien township, situé dans le comté de Ripley, dans le Missouri, aux États-Unis,.
Le township est fondé en 1890 et baptisé en référence à un pionnier, nommé Varner.